# Creangă Könyvkiadó
Creangă Könyvkiadó (teljes nevén Ion Creangă Könyvkiadó) a romániai könyvkiadás 1970-ben történt újjászervezése során az Ifjúsági Könyvkiadó  utódjaként létesült kiadóvállalat.

## Feladata
Feladata a gyermekkönyvkiadás román nyelven és az együtt élő nemzetiségek nyelvén. Székhelye Bukarest, igazgatója Tiberiu Utan, magyar szerkesztője Petre Judit. 1970 és 1980 között összesen 206 magyar nyelvű könyvet adott ki: eredeti magyar gyermekirodalmat és fordítást a román és világirodalomból.

## A kiadó tevékenysége
A kisgyermekeknek és kisiskolásoknak készült képes meséskönyvek (Bajor Andor, Bálint Tibor, Fodor Sándor, Horváth Imre, Kiss Jenő, Majtényi Erik, Méliusz József, Péterfy Emília, Palocsay Zsigmond, Tamás Mária, Veress Zoltán és mások munkái), ifjúsági regények (Árvay Árpád, Marton Lili, Méhes György, Szemlér Ferenc munkái) mellett a kiadó néhány eredeti népmesegyűjteményt is megjelentetett (Horváth István magyarózdi, Nagy Olga mezőségi, Szabó Géza kalotaszegi meséi); a világ gyermekirodalmából való fordítások gazdagításában Szilágyi Domokosnak a Creangă Könyvkiadó felkérésére készített tolmácsolásait illeti kiemelkedő hely. A gyermek- és serdülőkorúak ízlését és irodalomszeretetét fejlesztő sorozatok (Ábécé, Az én első könyvem, Beszélő tükör, Iskolai könyvbölcső, Mesetarisznya, Minden gyermek könyve, Nagyapó mesefája) az egymást követő korcsoportok számára kínálnak színvonalas olvasmányt a magyar, a román és a világirodalomból. Szerzőinek sorában Benedek Elek, Jókai Mór, Gyulai Pál, Mikszáth Kálmán, Móra Ferenc, Móricz Zsigmond, Tamási Áron, Eminescu, Ion Luca Caragiale, Creangă, Emil Gârleanu, a Grimm testvérek, Edmondo De Amicis, Wilhelm Hauff, E. T. A. Hoffmann, Mark Twain, hazai magyar íróink közül Bálint Tibor, Fodor Sándor, Huszár Sándor, Köntös-Szabó Zoltán, Sütő András, Tóth Mária nevével találkozunk.

## Könyvgrafikai munka
Az egyedi kötetek és a sorozatok grafikai és művészi kiállításában a kiadó sokszor támaszkodott a megfelelő román sorozatok grafikai és illusztrációs anyagára, de önállóan is foglalkoztatott hazai magyar grafikusokat (Árkossy István, Cseh Gusztáv, Deák Ferenc, Feszt László, Rusz Lívia, Soó Zöld Margit, Surány Erzsébet és mások), akik révén új hazai magyar ifjúsági grafika alakult ki.